# Ámbito Financiero
Ámbito Financiero est un journal argentin fondé le 9 décembre 1976, au début de la dictature, par l'économiste Julio Ramos. Vendu d'abord à Buenos Aires, puis dans le reste du pays, il est consacré à l'actualité économique (éditoriaux, articles d'information, cours des devises et des matières premières, marchés d'actions...). 